# Forbes (släkt)

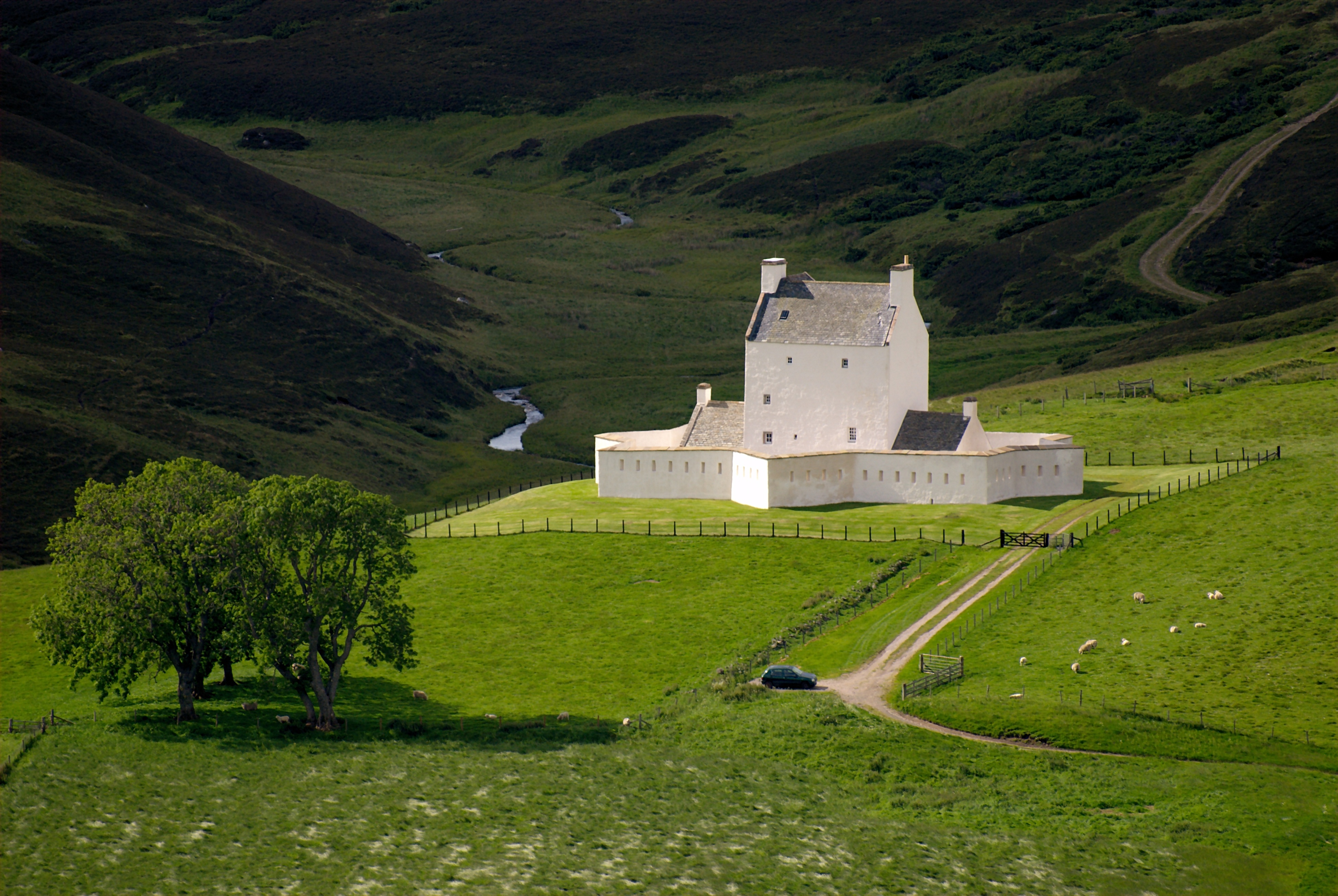
Corgarff Castle, ett av de slott som har uppförts inom släkten Forbes.

Forbes (gaeliska: Foirbeis) är en skotsk släkt från den skotska uradeln. Släkten härstammar från Aberdeenshire, där det finns en församling vid namn Forbes. Enligt en sägen var området ursprungligen obeboeligt på grund av det stora antalet björnar. Släktens grundare Oconachar sägs ha dödat alla björnar och tagit landet i besittning. År 1271 fick släktens huvudman ett officiellt godkännande från Alexander III att släkten hade laglig äganderätt över marken. Släkten har genom åren spridits ut över världen, bland annat till USA, Australien, Nya Zeeland och de skandinaviska länderna. En framstående medlem var generalen Arvid Forbus.
Det finns ett flertal slott i släktens ägo. Det kanske mest välkända av dessa är Castle Forbes som byggdes 1815 på marken som Oconachar tog i besittning. Ett annat slott, som nu ägs av Lonach Highland Friendly Society men byggdes av släkten Forbes 1550, är Corgarff Castle.
Släkten lever kvar än idag och samlas bland annat i organisationen Clan Forbes Society med medlemmar från hela världen. I Sverige finns en medlem representerad. Clan Forbes Society arrangerar Highland Games och festivaler. Verkställande direktör för Clan Forbes Society är Bart Forbes (USA).
Dagens huvudman heter Malcolm Nigel Forbes och bor med sin familj på Castle Forbes nära Alford, Aberdeenshire, i Skottland.